# Фридрих I (курфюрст Бранденбурга)
Фридрих I Бранденбургский (нем. Friedrich I. von Brandenburg; 1371 год возможно между 6 августа и 26 ноября 1371, Нюрнберг — 20 сентября 1440, Кадольцбург) — бургграф Нюрнберга под именем Фридрих VI и курфюрст Бранденбурга под именем Фридрих I. Второй сын бургграфа Нюрнберга Фридриха V и Елизаветы Мейсенской. Фридрих был первым представителем дома Гогенцоллернов как маркграф Бранденбурга.

## Происхождение
Фридрих происходил из рода Гогенцоллернов, имевшего швабское происхождение; представители его известны с XI века. Родился Фридрих в семье бургграфа Нюрнберга — отец его, Фридрих V Гогенцоллерн, был женат на Елизавете Мейсенской, происходившей из рода Веттинов (она была дочерью маркграфа Мейсена Фридриха II и Матильды Баварской, дочери императора Людовика IV Баварского). В этом браке родилось два сына и семь дочерей.
Две старшие дочери какое-то время были помолвлены с двумя сыновьями императора Карла IV — Венцелем и Сигизмундом. Целью планировавшихся браков, вероятно, было желание императора унаследовать владения Гогенцоллернов, поскольку у Фридриха V тогда были только дочери. Однако позже у него родилось двое сыновей — Иоганн III и Фридрих VI, после чего помолвки были расторгнуты. В итоге старшая из дочерей, Елизавета, вышла замуж за Рупрехта III Пфальцского, позже ставшего королём Германии. Другая, Беатриса, стала женой австрийского герцога Альбрехта III из династии Габсбургов. Ещё одна из дочерей Фридриха, Маргарита, вышла замуж за ландграфа Гессена Германа II, 3 дочери стали монахинями.
Дата рождения Фридриха достоверно неизвестна: ЭСБЕ, Neue Deutsche Biographie указывают 1371 год; Allgemeine Deutsche Biographie указывает что Фридрих родился около 1371 года и это произошло до 8 января 1372 года, Fondation for Medieval помещает эту дату между 6 августа и 26 ноября 1371.

## Молодые годы
Ещё в 1385 году их отец Фридрих V выделил сыновьям наделы, которые они должны были получить после его смерти. Фридрих VI получал Ансбах, Иоганн — свой надел, а Нюрнбергский замок и вопросы, связанные с имперским окружным судом, оставались общими.
Фридрих, испытывавший финансовые сложности, вместе с братом Иоанном поступили на военную службу к правителю Австрии Альбрехту III, женатому на их сестре Беатрисе. 28 сентября 1396 года оба брата принимали участие в битве при Никополе на стороне короля Венгрии Сигизмунда. После похода братья вернулись домой.

## Бургграф Нюрнберга

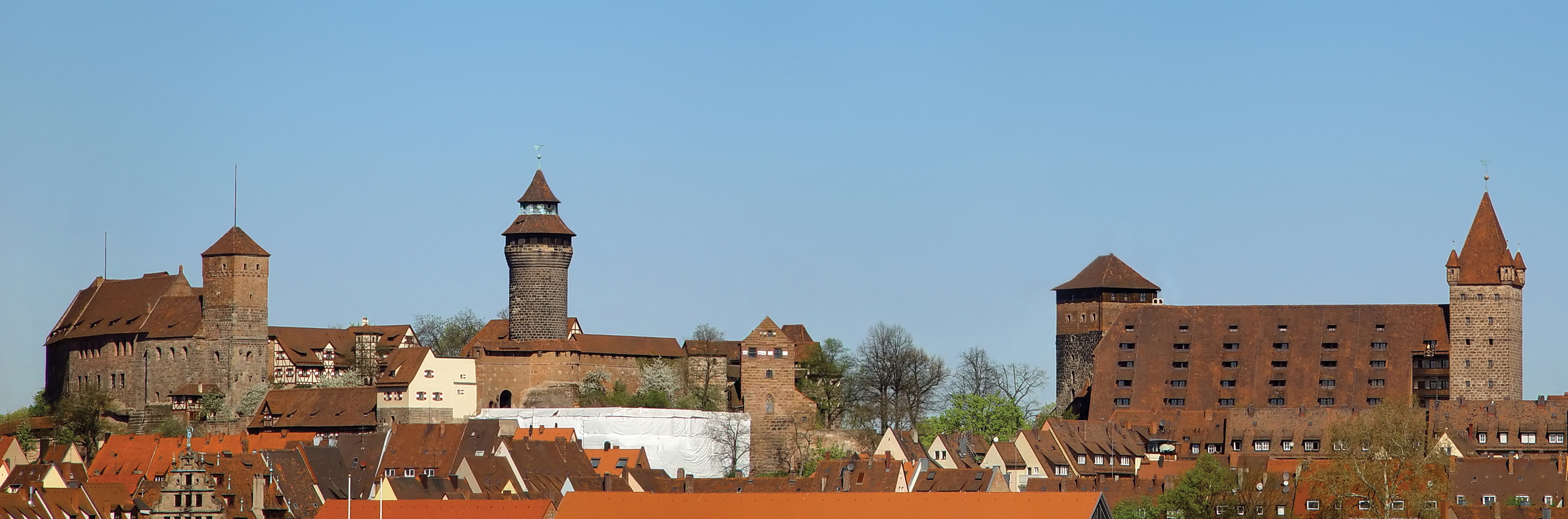
Крепость Нюрнберг

Фридрих V умер 21 января 1398 года. После его смерти Иоганн III получил Байрейт (в которое вошли Байрейт, Плассенбург), а Фридрих — Ансбах. Бургграфство Нюренберг, Амт и австрийские феоды остались в совместном управлении. Как бургграф Нюрнбергский, Фридрих вынужден был принять участие в войне императора Вацлава IV (Венцеля) Люксембурга с оппозиционными князьями Поначалу он пытался выступать посредником в конфликте между королём Венцелем и партией Рупрехта Палатинского. Neue Deutsche Biographie пишет, что Фридрих был капитаном Вацлава. Но уже вскоре Фридрих перешёл на сторону Рупрехта, женатого на его сестре Елизавете. В сентябре 1399 года Фридрих сражался на стороне Рупрехта, а Иоанн остался верен императору Вацлаву.
20 августа 1400 года князья низложили Вацлава, а 21 августа провозгласили Рупрехта королём. Фридрих присутствовал при этом.

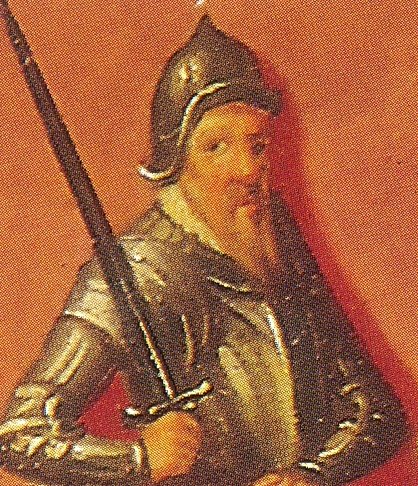
Фридрих Гогенцоллерн

Фридрих сопровождал нового короля по империи. Войска Рупрехта вторглись в Чехию но вторжение закончилось неудачно. После этого Рупрехт отправился на коронацию в Рим. Его сопровождали баварские, пфальцские, австрийские, нюрнбергские войска. Но по пути в Рим Рупрехт ввязался в конфликт Джана Галеаццо Висконти с соседями (флорентийцами, падуанцами). 21 октября 1401 года произошла битва при Брешии, в которой Фридрих проявил себя. По словам Ф. Шлоссера «безрассудная пылкость нюрнбергского бургграфа помешала благоразумным распоряжениям Франческо Новелло — и войско Рупрехта было совершенно разбито».
Фридрих был вовлечён в конфликт с имперским городом Ротенбург. Арбитражный суд вынес решение не в пользу бургграфа и Фридрих вплоть до 1408 года не желал с этим смириться. Лишь поддержка короля Рупрехта позволяла Фридриху какое-то время избегать наказания. Но конфликт привёл к тому, что Фридрих и его брат Иоанн оказались настолько в больших долгах, что ввели чрезвычайную десятину собирая налоги на несколько лет вперёд. Стоял вопрос о том, что Фридрих ликвидировал свой двор и стал вельможей у своего брата.
Но вернувшийся из Венгрии рыцарь Эренфрид подсказал иной выход из затруднительного финансового положения в котором оказался Нюренберг. Венгерскому королю в войнах требовались люди и Фридриху предложили поступить на службу Сигизмунду. Это предложение одобрил король Рупрехт.
Летом 1409 года Фридрих покинув Ансбах и отправившись в Венгрию поступил на службу к королю Сигизмунду. За подавление венгерских магнатов венгерский король 25 июля 1410 года наградил Фридриха 20 000 флоринов.

## Представитель Сигизмунда
В мае 1410 года, после смерти короля Руперта, трон Священной Римской империи оказался вакантным. Сигизмунд заручился поддержкой Фридриха в борьбе за трон. В это время Йост Моравский управлял курфюршеством Бранденбург и таким образом был одним из курфюрстов, имевших право голоса на выборах императора. Однако Сигизмунд сам претендовал на это право и назначил Фридриха своим представителем от курфюршества Бранденбург на выборах императора. Выборы нового короля осложнялись как тем, что в Чехии жил император Вацлав Люксембург, а в Европе продолжался церковный раскол. И если на слова курфюрста Кёльнского заявившего, что выборы римского короля не нужны, так как Венцель продолжает быть императором, легко проигнорировали, то раскол создал много проблем. Иоганн II, архиепископ майнцский и Фридрих III, архиепископ кёльнский поддерживавшие пизанского папу Александра V привлекли на свою сторону Адольфа, герцога Берга, Стефана баварского, маркграфа мейсенского и Фридриха, ландграфа тюрингского. У Вернера, архиепископа Трирского, поддерживавшего римского папу Григория XII было меньше сторонников. Но среди них были сын умершего короля Рупрехта — курфюрст Людовик и его двоюродный брат Фридрих, бургграф Нюрнберга. Фридрих Гогенцоллерн заплатил за Сигизмунда его долги и склонил Вернера Трирского и Людовика Пфальцского на сторону Сигизмунда.
1 сентября 1410 года во Франкфурте состоялась встреча курфюрстов. Бургграф Фридрих прибыв с большой свитой как «представитель курфюрста Бранденбургского» планировал вступить в город вместе с 200 всадниками (что по «Золотой булле» разрешалось лишь курфюрстам). Но в город он был впущен лишь в качестве «посла короля Венгрии». 20 сентября 1410 года Вернер Трирский и Людовик Пфальцский как курфюрсты, Фридрих Нюрнбергский, как представитель) явились перед городским собором. Курфюрсты Саксонии, Майнца и Кёльна отказывались начинать выборы до того как не прибудет «курфюрст Бранденбурга» Йост. Поэтому 20 сентября Иоганн, курфюрст майнцский как архиепископ запретил отпирать церковь. Тогда Фридрих вместе с союзниками отправились на прилегающее к собору кладбище и там провозгласили избранным Сигизмунда. Курфюрсты Майнца и Кёльна выразили свой протест. Они склонили на свою сторону Вацлава, признали в качестве «курфюрста Бранденбурга» Йоста. Вместе с голосом Рудольфа III Саксонского Йост набрал 5 голосов и был 1 октября 1410 года в городском соборе провозглашён императором.
Хотя Сигизмунд был выбран и раньше, но Йосту Моравскому оказало поддержку большинство курфюрстов. Таким образом, в империи появилось два главы. Но ни тот ни другой не проявляли активности вплоть до января 1411 года. Всё это время интересы Сигизмунда в Германии представляли Фридрих и Иоганн Нюрнбергские и Эберхард Вюртембергский. 11 января 1411 года Сигизмунд заявил о своём согласии занять престол. Йост в ответ начал собирать войска, при подозрительных обстоятельствах 18 января 1411 года умер. дала возможность Сигизмунду вновь завладеть Бранденбургом и устранить препятствия к восшествию на имперский трон позднее в этом же году. Для этого Сигизмунд направил Фридриха к Вацлаву. Братья договорились о том, что Сигизмунд будет королём римским, а Вацлав императором, что они вместе будут бороться с церковным расколом.
Вацлав склонил на сторону Сигизмунда Рудольфа Саксонского, а Фридрих Гогенцоллерн курфюрстов Кёльна и Майнца. И несмотря на протесты курфюрстов Трира и Пфальца настаивавших на первом избрании Сигизмунд после июля 1411 года был вторично провозглашён римским королём, но уже в соборе.

## Правитель Бранденбурга

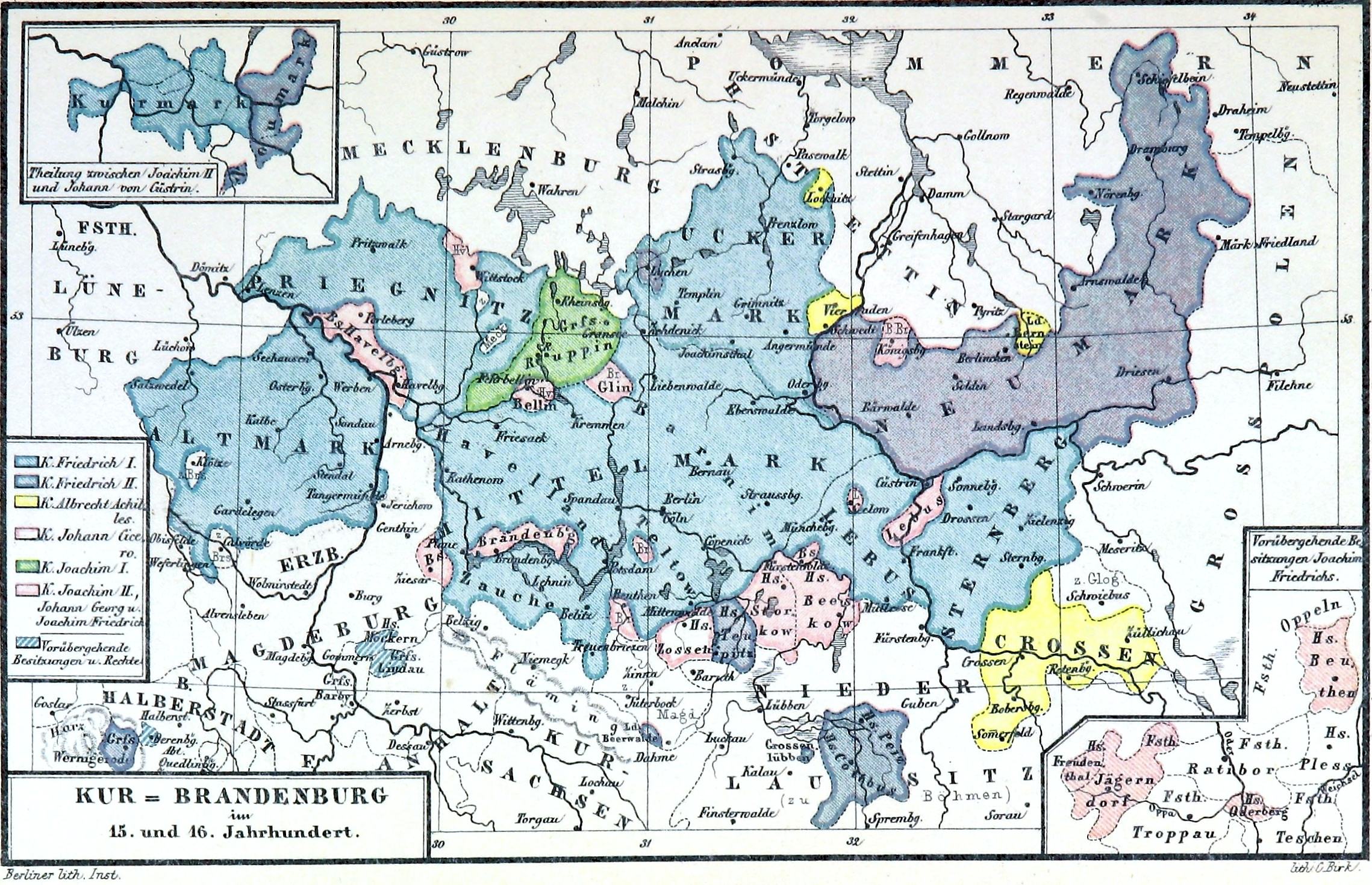
Бранденбург в XV—XVI веках. Владения Фридриха указаны циановым.

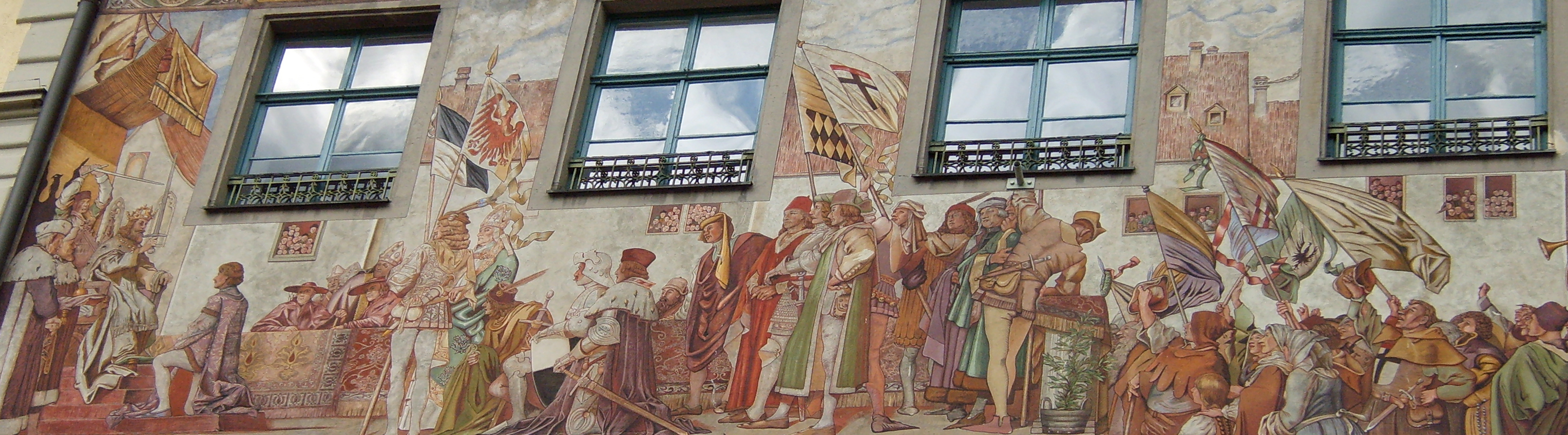
Сигизмунд передаёт Фридриху Бранденбург

В благодарность за службу король Сигизмунд присвоил Фридриху звание капитана (нем. Oberster Hauptmann) и назначил его правителем марки Бранденбург. В жалованной грамоте главы империи сказано, что последний даёт Фридриху Нюрнбергскому полную власть делать всё, что имел бы право делать сам император или другой истинный маркграф бранденбургский, только без права быть избирателем. Должность правителя Фридрих получал в потомственную собственность; Сигизмунд, кроме того, обязывался заплатить ему сто тысяч флоринов. Это обязательство имело тот смысл, что у Фридриха нельзя было отнять маркграфство иначе, как уплатив ему обещанную сумму.
Вскоре после смерти Йоста жители Бранденбурга уверенные в том, что Сигизмунд, занятый иными делами, в курфюршество никогда не приедет торжественно ему присягнули и звали его в Берлин. И вначале их ожидания оправдались Сигизмунд назначил наместником Бранденбурга путлицкого дворянина Каспара Ганса. Но уже 8 июля 1411 года у маркграфства появился новый глава

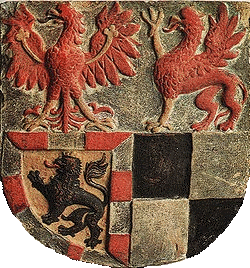
Герб Фридриха

Фридриха встретили в Бранденбурге с большой неприязнью; присягать ему не желали рыцари, восставали и города. Во главе недовольных стал Дитрих Квитцов. Внутри страны царствовало полное бесправие; соседи безнаказанно расхищали принадлежавшие маркграфству земли. С 1409 года центральной частью Бранденбурга (Средней маркой) управлял Святобор I герцог Померании-Штеттина, Новая марка была под управлением Тевтонского ордена. Фридрих нашёл союзников в архиепископе Гюнтере Магдебургском и герцоге Рудольфе Саксонском; жена Фридриха, «прекрасная Эльза», доставила ему военные силы из Франконии. Имея военную поддержку Фридрих вёл политику изоляции бунтующих дворян от соседних княжеств. Благодаря помощи архиепископа Магдебургского удалось 19 сентября 1412 года на два года объявить мир, за нарушение которого грозила кара. К этому миру склонили Бернарда Брауншвейг-Люнебургского, Альбрехта Ангальского, герцогов Вольгаст-Померанских и Глоговских. А с Самбором[кем?] и его сыновьями договориться не удалось.
В 1412 году произошло сражение при Креммер Дамме между Фридрихом и сыновьями Святобора Оттоном II и Казимиром V Померанскими. И хотя ожесточённое сражение не выявило победителя, на следующий год Фридрих взял часть Уккермарка. После смерти Святобора в 1413 году его сыновья продолжили претендовать на центральную часть Бранденбурга (включая Берлин), но Фридрих пойдя на союз с вольгасткими правителями, расколол соглашением Померанский дом.
Уже в 1414 году в Бранденбурге наступил мир: зимой 1414 года замки Фризак, Плауэ, Бытом (род Квитцов), Гольцов (род Рохов), Гарделеген (род Альвенслебен) были захвачены Фридрихом и архиепископом Магдебургским, а Квитцов и другие рыцари бежали. К весне 1414 года сила оппозиционных дворян была сломлена.

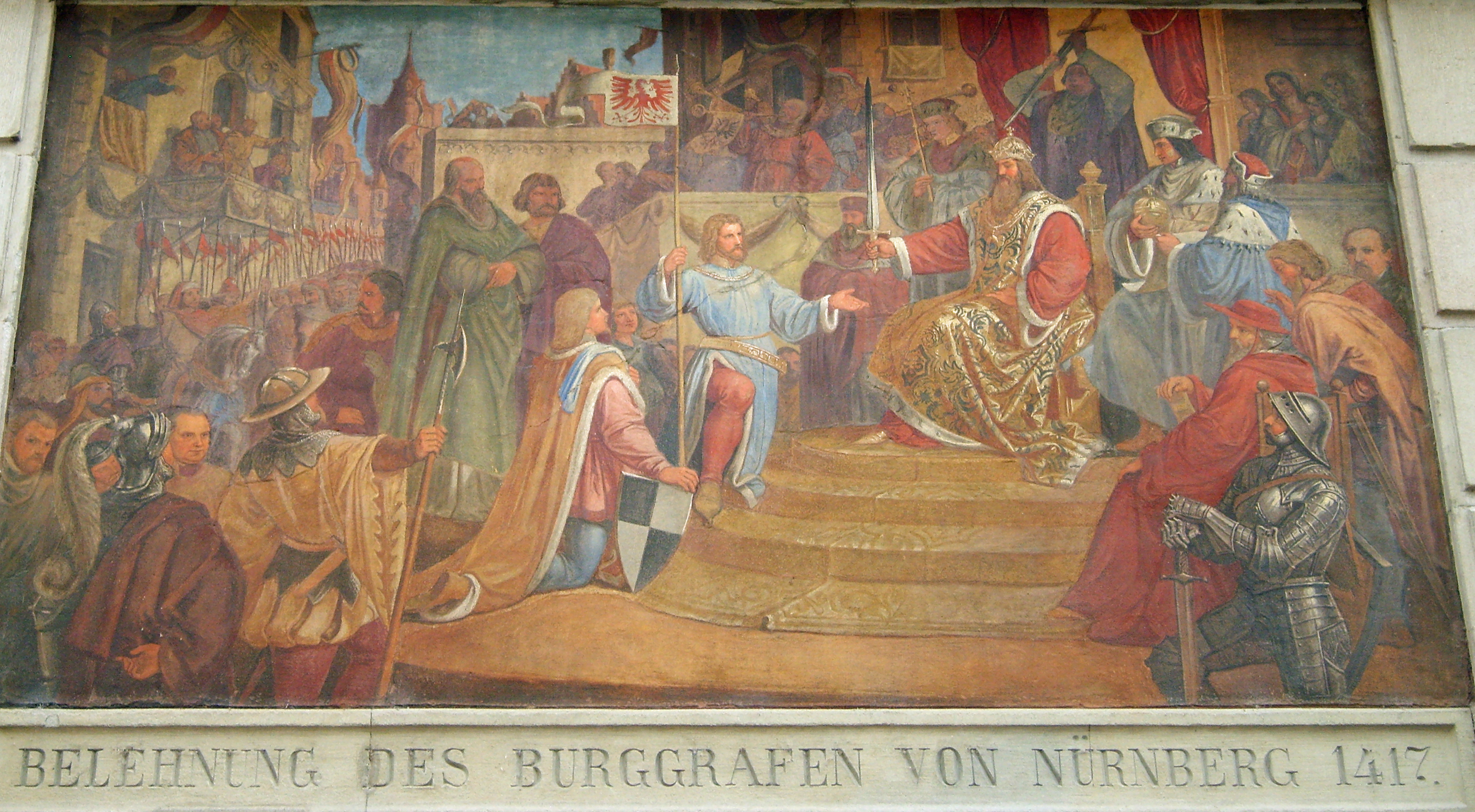
Бургграфу Фридриху Нюрнбергскому жалуется в ленное владение провинция Бранденбург. Констанц, ратуша

После этого, передав Бранденбург под управление жене Елизавете Фридрих отправляется в Нюрнберг. Это было вызвано с предстоящей коронацией Сигизмунда. Направляясь из Италии в Ахен Сигизмунд ожидал встретить вассалов, а получил холодный приём и интриги. Раздосадованный этим он поехал не в Ахен, а обратно, но по пути 23 сентября 1414 года заехал в Нюрнберг. Фридрих убедил князей удержать Сигизмунда, дабы тот как коронованный император смог завершить церковный раскол. 8 ноября 1414 в Ахене состоялась коронация Сигизмунда как «римского короля» (императорскую корону он получит лишь в 1431 году) и знать отправилась в Констанц на собор.
Фридрих ссудил Сигизмунду 250 000 дукатов. На Констанцском соборе 30 апреля 1415 года Сигизмунд, в награду за услуги, оказанные ему Фридрихом, даровал последнему титулы маркграфа и курфюрста Бранденбурга с оговоркой, что может взять у него маркграфство, уплатив 400 000 гульденов. Это было сделано с одобрения курфюрстов, князей, графов и дворян. Формально грамота о пожаловании Фридриха леном была дарована ему 18 апреля 1417 года.
Во время гуситских войн Фридрих далеко не одобрял политику Сигизмунда по отношению к гуситам. Курфюрст считал, что можно решить дело миром. Также он опасался, что гуситов может поддержать король Польши. После того как Фридриху не удалось убедить Сигизмунда он принял участие в крестовом походе. Но в марте 1420 года на его владения напал Казимир Щецинский, планировавший пользуясь отсутствием соседа решить старый спор. Но Фридрих вернувшись разбил врага у Ангермюнде. Во время этого столкновения в плен к бранденбуржцам попал ряд поляков. Во время переговоров об их судьбе произошло сближение вылившееся в обручение Фридриха, сына курфюрста Фридриха с Ядвигой дочерью Ягайлы Польского. К Ядвиге засылал сватов Казимир V Щецинский и опередив его Фридрих не только изолировал противника от Польши, но и имел надежду вернуть удерживаемую Тевтонским орденом Новую марку.
Отношения курфюрста и императора заметно ухудшались. Сигизмунд знал, что гуситы приглашали к себе в короли Ягайло и его литовских родичей. В этих условиях возвращение Фридриха во время крестового похода домой, а также установление родственных связей между Бранденбургом и Польшей он счёл как недружелюбными. Виня в поражении друг друга Сигизмунд и немецкие князья в 1422 году в Нюренберге договорились организовать новый крестовый поход против гуситов. Предводителем нового войска был назначен Фридрих Нюренбергский, но поход потерпел неудачу. В 1424 году Казимир V Померанский вновь начал войну за Уккермарк также за то чтобы Померания считалась вассалом империи, а не Бранденбурга.
Ещё в 1420 году умер брат Фридриха Иоганн и курфюрст Бранденбурга унаследовал его владения. Лишившись союзника в лице брата Фридрих вынужден метаться между Нюрнбергом оберегая его от баварцев и Бранденбургом защищая тот от померанцев. После того как в ноябре 1425 года его войска потерпели поражение в битве при Вьеррадене, Фридрих убеждённый в измене сохранив титул курфюрста покидает Бранденбург. В 1425 году у Ягайло появились сыновья, и надежды на то, что польскую корону унаследует сын Фридрих Железный, остались мечтами.
С 1420 года Сигизмунд с подозрением стал относиться к честолюбивым замыслам Фридриха, например, к возведению сына Фридриха — Иоганна в курфюрсты саксонские после смерти в 1422 году Рудольфа. Особенно сильное неудовольствие навлёк на себя Фридрих, когда, задержанный внутренними делами, не оказал императору помощи против гуситов; император всю неудачу войны приписывал малому рвению курфюрста Бранденбургского. Был момент (в 1427 году), когда глава империи даже намеревался отнять у Фридриха его курфюршество. В том же, 1427 году Фридрих продал все свои права на замок Нюрнберг и владения в бургграфстве властям города Нюрнберг, превратив последний в свободный имперский город.
В 1427 году на Франкфуртском сейме (позже перенесённым в Гейдельберг) Фридрих заявил, что победа над гуситами невозможна, пока не сформировано крепкое дисциплинированное войско. И хотя был введён имперский налог, удалось собрать лишь часть денег. В 1428—1430-е годы продолжались переговоры о гуситском вопросе между германскими сословиями и римским королём Сигизмундом, сидевшим в Венгрии. Венгры же, опасаясь турецкой угрозы, настолько не желали отпускать Сигизмунда в Германию, что ради того, чтобы Сигизмунд смог встретиться с имперским сеймом, тот в конце 1429 года приехал в венгерский город Пресбург. Дабы принятое решение было законным, имперский сейм предложил Сигизмунду утвердить его в 1430 году на сейме в городе Нюрнберг. Сигизмунд уверял немцев, что тяготится римской короной и готов её сложить, и лишь папа удерживает его от этого. Венгерские магнаты напомнили немцам о турецкой угрозе и посоветовали «удовольствоваться назначением правителем империи курфюрста бранденбургского Фридриха». Но вскоре немецким сословиям удалось убедить венгров отпустить ненадолго Сигизмунда на имперский сейм. Но в силу разных причин и проволочек сейм удалось собрать лишь в феврале 1431 года. И хотя нюрнбергский сейм провозгласил имперский земский мир и сбор войска против гуситов, его постановления остались нереализованными.
Гуситы не только обороняли Чехию, но и совершали набеги на немецкие земли, так в первых числах февраля 1430 года они захватили Бамберг, взяв по пути Байрейт, Мюнхенберг и Кульмбах. В этих условиях Фридрих от имени германских князей начал переговоры с гуситами. 6 февраля 1430 года они договорились провести церковный диспут между богословами со стороны гуситов и католиков. 12 февраля 1430 года с гуситами до 25 июля 1430 года было заключено перемирие. Гуситы получили контрибуцию. Фридрих Бранденбургский обещал дать 9 тысяч флоринов, баварский герцог Иоганн — 8 тысяч и нюрнбергские патриции — 12 тысяч флоринов, Епископ бамбергский и бюргеры Форхгейма — 12 тысяч гульденов. Но папа Римский 8 ноября 1430 года не только запретил проведение диспута, но и объявил новый крестовый поход.
Командующим походом Сигизмунд назначил Фридриха, курфюрста Бранденбургского. 26 июня 1431 года в торжественной обстановке в нюрнбергской церкви Зебальда император вручил меч и имперское знамя. Красиво начавшийся поход привёл к разгрому 14 августа, в ходе которого крестоносцы потеряли обоз и артиллерию.
Сломленный поражением Сигизмунд дал согласие провести совет в Хебе. Курфюрст Фридрих Бранденбургский взял посланцев гуситов на время совета под свою защиту. Поверив гарантиям Фридриха представители гуситов отправились на Базельский собор. Споры о том с какими правами и с какими обязательствами гуситы отправятся на собор шли два года. В апреле 1432 года желая упрочить своё положение войска таборитов прошли Силезию и вплотную приблизились к столице Бранденбурга — Берлину. Были заняты Альтландсберг и Штраусберг, находившиеся у самого города. Затем табориты двинулись ещё дальше на север и подошли к Ангермюнде.
В результате переговоров на Базельском соборе 30 ноября 1433 года в Праге были подписаны (а 1434 года подтверждены собором) Пражские компактаты. Компактаты позволили Сигизмунду договориться с частью гуситов и в 1436 году въехать в Прагу.
После смерти Сигизмунда в 1437 году Фридрих хлопотал об императорской короне для одного из своих сыновей. Первоначально курфюрсты склонялись поддержать Фридриха маркграфа Бранденбургского, но архиепископ майнцский убедил избрать Альбрехта Габсбурга, зятя Сигизмунда. Но в 1439 году Альбрехт умер. Узнав о том, курфюрст Фридрих, дабы добыть империю, устремился к Людвигу ландграфу Гессенскому, приходившемуся Фридриху племянником. Но большинство курфюрстов выбрали Фридриха III Габсбурга.
20 сентября 1440 года в Кадольцбурге курфюрст Фридрих умер.
После смерти Фридриха в 1440 году Бранденбург перешёл к его второму сыну Фридриху; остальные сыновья — Иоганн Алхимик и Альбрехт Ахилл — наследовали франконские владения Гогенцоллернов.

## Семья

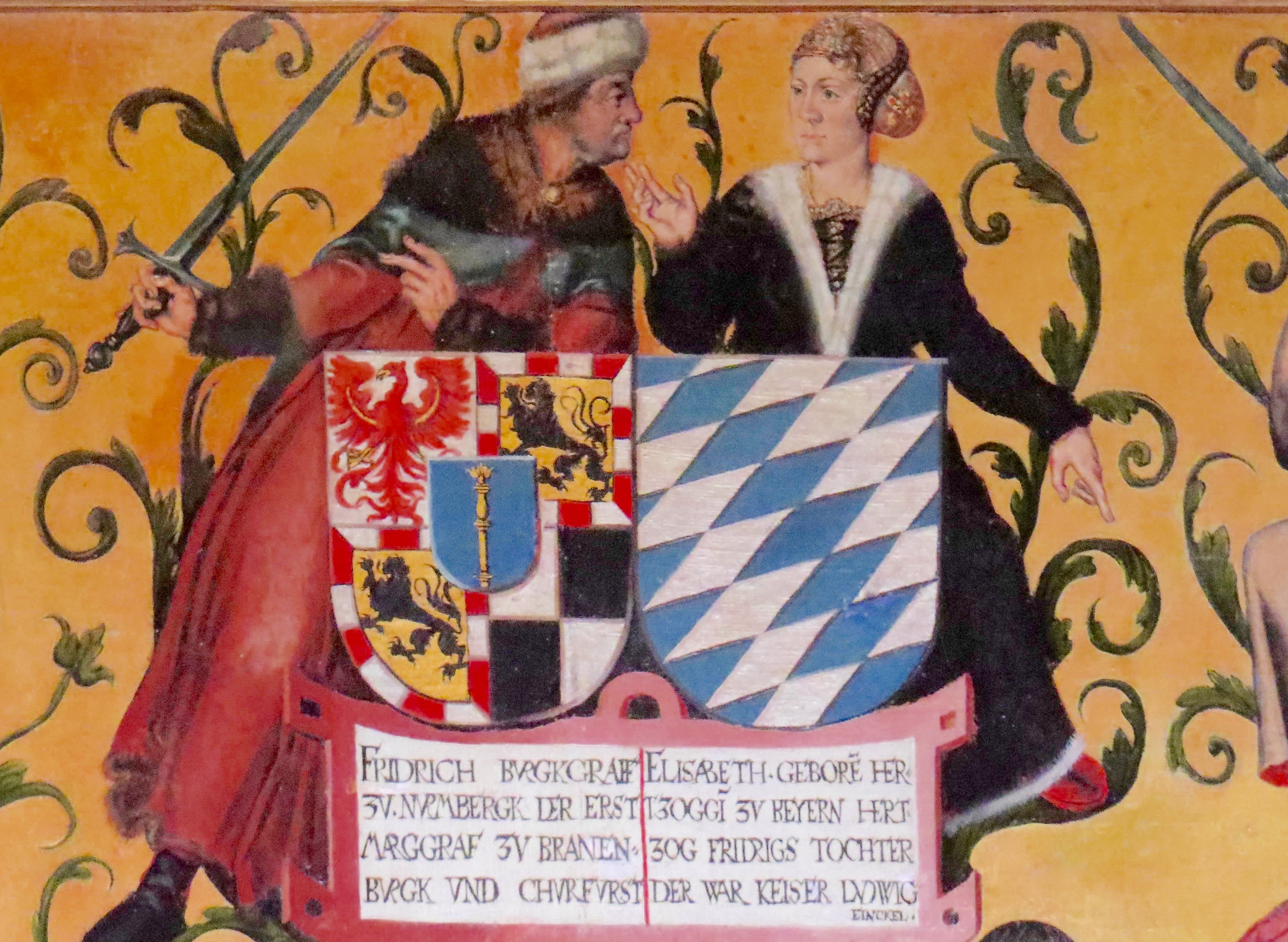
Фридрих и его жена Елизавета Баварская

Фридрих женился 18 сентября 1401 года на Елизавете (1383—1442), дочери герцога Баварского Фридриха и Маддалены Висконти. Их дети:
- Елизавета (1403—1449); замужем с 1418/20 за Людвиком II Бжегским (1380/5-1436), герцогом Лигница, с 1438/39 — за Вацлавом I (1413/18-1474), герцогом Тешинским;
- Иоганн Алхимик (1406—1464), отказался от прав примогенитуры в 1437 года, маркграф Кульбах-Байрейта;с 1416 года женат на Барбаре (1405—1465), принцессе Саксен-Виттенбергской;
- Цецилия (1405—1449), с 1423 года замужем за Вильгельмом I (1392—1482), герцогом Брауншвейг-Вольфенбюттельским;
- Маргарита (1410—1465); замужем с 1423 года за Альбрехтом VI (1397—1423), герцогом Мекленбургским; с 1441 года — за Людвигом VIII (1403—1445), герцогом Баварско-Ингольштадтским;
- Магдалена (1412—1454), с 1426 года замужем за Фридрихом II (1418—1478), герцогом Брауншвейг-Люнебургским;
- Фридрих II (1413—1471), курфюрст Бранденбурга, с 1446 года женат на Катерине (1421—1476), принцессе Саксонской;
- Альбрехт III (1414—1486), курфюрст Бранденбурга; с 1446 года женат на Маргарите (1431—1457), принцессе Баденской; с 1458 — на Анне (1437—1512), принцессе Саксонской;
- София (1416—1417);
- Доротея (1420—1491), с 1432 года замужем за Генрихом IV (1417—1477), герцогом Мекленбурга;
- Фридрих III (1424—1463), правитель Альтмарка 1447; с 1449 года женат на Агнессе (1436—1512), принцессе Померанской.

## Память
Для берлинской аллеи Победы Людвиг Манцель создал 15-ю скульптурную композицию со статуей Фридриха в центре, окружённой по бокам фигурами (бюстами) Иоганна фон Гогенлоэ (слева) и Венда Илебургского. Открытие группы состоялось 28 августа 1900 года. Сегодня центральная фигура Фридриха I установлена в замке Тангермюнде.
На памятнике императору Вильгельму в Вюльфрате (Северный Рейн-Вестфалия) шлем Фридриха напоминает о нём как о первом курфюрсте из дома Гогенцоллернов.